# Aretha (jogo eletrônico)
Aretha (アレサ, "Aretha") é um jogo de RPG desenvolvido pela Japan Art Media (JAM) e publicado pela Corporação Yanoman exclusivamente para o mercado Japonês. Foi lançado primeiro para o Game Boy em 1990. Uma continuação foi lançada para o Super Nintendo em 1993 e é muito confundido como um remake do Jogo original. Aretha foi o primeiro título das series do jogo de mesmo nome.

## Jogabilidade
Uma tela de batalha em turnos de encontro aleatórios em todas as direções é usado para permitir que inimigos ataquem da retaguarda, de lado e na frente.

## História
Aretha conta a história de Ariel, a neta de uma sábia avó que chegou aos dez anos, que foi lhe dado uma simples tarefa: passar através da floresta para chegar a Nineveh, próximo a cidade, e encontrar uma certa pessoa enquanto visita um lugar. Consequentemente, Ariel usa essa quest para aprimorar suas habilidades mágicas para lutar contra o grande mal.

## Desenvolvimento
Aretha foi desenvolvido pela Japan Art Media e publicado pela Yanoman.

## Recepção
A versão do Super Famicom do jogo estava na lista do top dez dos bestseller no começo de 1994.

## Legado
Aretha teve duas continuações, Aretha II: Ariel no Fushigi na Tabi (ARETHA II ~アリエル不思議な旅~)  e Aretha III, e uma história spin-off do jogo Rejoice: Aretha Aretha Ōkoku no Kanata (リジョイス 〜アレサ王国の彼方〜). Eles foram lançados para a mesma plataforma entre 1991-1995.